# Poko (série télévisée d'animation)
Pour les articles homonymes, voir Poko (homonymie).
 (juin 2016).
Si vous disposez d'ouvrages ou d'articles de référence ou si vous connaissez des sites web de qualité traitant du thème abordé ici, merci de compléter l'article en donnant les références utiles à sa vérifiabilité et en les liant à la section « Notes et références ».
Poko est une série télévisée d'animation canadienne en 71 épisodes de 25 minutes pour les enfants d'âge pré-scolaire, produite par Halifax Film et diffusée du 9 juin 2003 au 25 mai 2006 sur le réseau CBC.
Au Québec, la série a été diffusée à partir du 12 septembre 2004 à la Télévision de Radio-Canada, et en France à partir du 3 octobre 2005 sur TiJi et puis sur Piwi.

## Fiche technique
- Titre original et français : Poko
- Sociétés de production : Alliance Atlantis Communications, Eraser Dog Productions
- Pays :  Canada
- Langue : anglais
- Dates de première diffusion :
  - Canada : 9 juin 2003
  - France : 3 octobre 2005

## Voix québécoises
- François-Nicolas Dolan : Poko
- Laetitia Isambert-Denis : Bibi
- Juliette Mondoux : la fille
- Samuel Hébert : le garçon
- Gilbert Lachance : narrateur

 Source et légende : version québécoise (VQ) sur Doublage.qc.ca